# Exobasidium poasanum
Exobasidium poasanum ist eine Pilzart der Familie der Nacktbasidienverwandten (Exobasidiaceae) aus der Ordnung Ustilaginomycotina. Sie lebt als Endoparasit auf Cavendishia bracteata. Symptome des Befalls durch den Pilz sind rötliche Blattgallen und spindelförmige, rötliche Hypertrophiestellen auf den Stängeln der Wirtspflanze. Die Art ist auf dem Gebiet Costa Ricas beheimatet.

## Merkmale

### Makroskopische Merkmale
Exobasidium poasanum ist mit bloßem Auge zunächst nicht zu erkennen. Symptome des Befalls sind sehr große, rosa-rote Gallen auf den Blättern aus, begleitet durch hypertrophische, spindelförmige Flecken auf den Stängeln. Auf den Blattunterseiten tritt im Spätstadium des Befalls Myzel als weißer Filzteppich aus.

### Mikroskopische Merkmale
Das Myzel von Exobasidium poasanum wächst wie bei allen Nacktbasidien interzellulär und bildet Saugfäden, die in das Speichergewebe des Wirtes wachsen. Der Pilz besitzt eine monomitische Hyphenstruktur aus rein generativen Hyphen ohne Schnallen. Die zwei- bis vier-, selten sechssporigen, 16–24,2 × 5–7 µm großen Basidien sind an der Basis einfach septiert. Sie wachsen direkt aus der Wirtsepidermis oder aus Spaltöffnungen. Die elliptischen Sporen sind hyalin, dünnwandig und 12,5–20,5 × 3–4 µm groß. Reif haben sie zwei Septen. Die Konidien sind milchig-hyalin, 9–15 × 1,5–1,8 µm groß und zylindrisch.

## Verbreitung
Das bekannte Verbreitungsgebiet von Exobasidum poasanum umfasst nur die Typlokalität am Poás in Costa Rica.

## Ökologie
Die Wirtspflanze von Exobasidium poasanum ist Cavendishia bracteata. Der Pilz ernährt sich von den im Speichergewebe der Pflanzen vorhandenen Nährstoffen, seine Basidien brechen später durch die Blattoberfläche und setzen Sporen frei. Diese keimen, nachdem sie auf geeignetes Substrat gefallen sind, zu Keimschläuchen und Konidien, aus denen sich dann neues Myzel entwickelt.